# Conoderus cairnsensis
Conoderus cairnsensis är en skalbaggsart som först beskrevs av Blackburn 1893.  Conoderus cairnsensis ingår i släktet Conoderus och familjen knäppare. Inga underarter finns listade i Catalogue of Life.